# Río Omolón
El río Omolon (del ruso: Омолон) es un largo río ruso, localizado en el extremo noreste de Siberia, el principal afluente del río Kolyma, que a su vez desagua en el golfo del Kolymá, en la parte central del mar de Siberia Oriental.
Administrativamente, el río discurre por el óblast de Magadán, el distrito autónomo de Chukotka y la república de Saja de la Federación Rusa.

## Geografía
El río Omolon nace en la vertiente septentrional de las montañas Kolyma, en su parte más alta, a menos de 100 km de distancia del mar de Ojhotsk (sus aguas, sin embargo, emprenderán un largo recorrido de casi 1.400 km en dirección norte hasta desaguar finalmente en el mar de Siberia Oriental). 
El río discurre en dirección norte, bordeando por el oeste la meseta de Jansk antes de adentrarse en las llanuras pantanosas de Siberia Oreintal. Tras un recorrido de 1.114 km, desagua por la margen derecha en el río Kolyma, en su curso bajo. 
Los principales afluentes son, por la derecha, los ríos Molongdach, Oloj (471 km y una cuenca de 23.100 km²) y Olojčan;y, por la izquierda, los ríos Kedon y Kuranach-Jurjach. 
Al igual que todos los ríos en la zona, sufre de largos períodos de heladas (octubre-mayo/junio) y amplias extensiones de suelo permanecen permanentemente congeladas en profundidad (permafrost). La severidad del clima es la causa de la pequeña población asentada en su cuenca, ya que en más de 1000 kilómetros apenas hay asentamientos salvo Omolon, en el curso medio. 
El río Omolon es navegable unos 600 km aguas arriba desde su boca hasta la localidad de Šćerbakov. 
En la cuenca del río Omolon el  16 de mayo de 1981 cayo un meteorito con un peso de 250 kg (64°01′02″N 161°48′05″E / 64.01722, 161.80139).

## Paisaje, vegetación y fauna
El río Olomon discurre por una de las regiones habitadas más frías de la Tierra, y el permafrost y la pequeña cantidad de agua en el suelo no permiten crecer a los árboles. La mayor parte de la cuenca está dominada por una vegetación de tipo taiga, siendo el reino de musgos, líquenes, arbustos y helechos. 
Este río es el hábitat del lucio, la perca, el salmón y el tímalo americano (Thymallus Arcticus). En tierra, se encuentran alces, osos, borregos cimarrones, renos salvajes, grullas blancas y grises y otras muchas clases de pájaros poco comunes.